# Sandra Altmeppen
Sandra Altmeppen (* 1974 in Oldenburg) ist eine deutsche Pflegepädagogin, Hochschullehrerin und Mitglied der Fachkommission nach dem Pflegeberufegesetz.

## Leben
Sandra Altmeppen absolvierte zunächst eine Pflegeausbildung am Henriettenstift in Hannover, die sie im Jahr 1997 abschloss. Es folgte bis 2004 ein Studium der Pflegepädagogik an der Humboldt-Universität zu Berlin. Sie arbeitete bis 2017 als Lehrerin für Pflegeberufe an der Wannseeschule in Berlin mit dem Arbeitsschwerpunkt „Curriulare Entwicklung“. Zwischen 2016 und 2020 war sie wissenschaftliche Mitarbeiterin der TU Dresden, wo sie im Jahr 2021 auch promovierte. Altmeppen ist Spielleiterin für szenisches Spiel. Sie ist Mitglied in der Deutschen Gesellschaft für Pflegewissenschaft (DGP) und arbeitet in deren Sektion Bildung aktiv mit. 2019 wurde sie als wissenschaftliche Mitarbeiterin in das Projekt CurAP (Curriculare Arbeit der Pflegeschulen in Berlin unterstützen) der Evangelischen Hochschule Berlin aufgenommen. 2022 erfolgte die Berufung als Professorin für Bildungswissenschaften und berufliche Didaktik in Gesundheit und Pflege an die Evangelische Hochschule Berlin. Sie ist Studiengangsleitung im Masterstudiengang Gesundheit/Pflege-Berufspädagogik.

### Berufung Fachkommission Pflegeberufegesetz
Im Oktober 2024 erfolgte die Berufung in die (Folge-) Fachkommission nach dem Pflegeberufegesetz. Die Fachkommission nach dem Pflegeberufegesetz wurde 2018 von der deutschen  Bundesregierung eingesetzt und entwickelt seit dieser Zeit im Auftrag des Bundesministeriums für Gesundheit und des Bundesministeriums für Familie, Senioren, Frauen und Jugend Lehr- und Ausbildungspläne für Auszubildende in den Pflegeberufen. Die Laufzeit beträgt jeweils fünf Jahre. Die Neubesetzung der Fachkommission erfolgte 2024.

## Forschungsschwerpunkte
Sandra Altmeppen befasst sich mit der Didaktik für Pflege- und Gesundheitsberufe, mit Lehrerbildung sowie schulnaher curricularer Entwicklung.

## Veröffentlichungen
- Sandra Altmeppen: Mitarbeit (2010): In: Uta Oelke (Hrsg.)(2010): Gesundheits- und Krankenpflege, Gesundheits- und Kinderkrankenpflege. In guten Händen. Hauptband drei. Berlin: Cornelsen
- Sandra Altmeppen (2019): Wie kann hermeneutische Fallkompetenz gelingen? Die Praxis mit realen Unterrichtsvideos an die Universität holen. In: PADUA. Göttingen, Bern: Hogrefe: 175–180
- Sandra Altmeppen (2020): Subjekt – Pflege – Bildung. Diskurslinien in der pflegedidaktischen Arbeit von Roswitha Ertl-Schmuck. Festschrift. Weinheim: Beltz
- Sandra Altmeppen (2022): Identität – Beruf –Bildung: Wie Auszubildende den Pflegeberufe biografisch einbetten und berufliche Identitätsarbeit leisten. Eine qualitative Studie. Weinheim: Beltz Juventa Inhaltsverzeichnis
- Sandra Altmeppen/Annerose Bohrer/Anja Walter (2024): Lehrer*innenbildung im Spannungsfeld von Biografie und Profession. Eine empirische Analyse. In: Wolfgang von Gahlen-Hoops & Roland Brühe (Hrsg.)(2024): Handbuch Pflegedidaktik I. Pflegedidaktisch handeln. transcript: Bielefeld. ISBN 978-3-8252-6239-6: 565 f.

## Videopodcasts
- pflegebildung: Episode 44: Pflegeauszubildende und ihre Biografie. Roland Brühe im Gespräch mit Sandra Altmeppen: 23. September 2022. 52:13 Minuten Pflegeauszubildende und ihre Biografie
- Pflegebildung: Episode 104: Conference Talk – „Diversity in Nursing“. Roland Brühe im Gespräch mit Sandra Altmeppen und Anne Bohrer: Interviewstudie zu Diversität im Kontext pflegebezogener Praxisanleitung. 29. Juni 2025. Min. 57:10–1:05:09 Diversität im Kontext Praxisanleitung